# 中国人民解放军新疆乌鲁木齐警备区
中国人民解放军新疆乌鲁木齐警备区，机关驻地乌鲁木齐市二道桥，是中国人民解放军新疆军区下属的警备区。

## 沿革
自1950年1月起，中国人民解放军新疆军区先后组建了喀什军区、迪化军区、伊犁军区这3个三级军区。其中以进驻北疆地区的中国人民解放军第六军兼迪化军区，下辖哈密军分区。1951年11月，迪化军区缩编为迪化警备区。1953年5月，新疆军区将下属部队整编，撤销第六军番号，第六军军部调到陕西省西安市改编为西北军区空军司令部，迪化警备区改称迪化军分区。1954年3月，迪化军分区改称乌鲁木齐军分区；1954年10月7日，根据中央军委及中国人民解放军总参谋部电令，撤销乌鲁木齐军分区。1955年2月11日，中华人民共和国国防部发布《关于全国军区重新划分的决定》，新疆军区升格为大军区，直属中央军委。下辖南疆军区、伊犁军区，均执行军级权限。1960年12月，重新组建乌鲁木齐军分区。1969年12月，乌鲁木齐军分区改称乌鲁木齐警备区。
1978年5月13日，中国人民解放军总参谋部通知，以乌鲁木齐警备区为基础扩编组建为东疆军区，归属新疆军区建制。1979年1月1日，东疆军区正式成立，执行军级权限。1979年5月1日，新疆军区根据中央军委1979年4月9日电令，改称乌鲁木齐军区，下辖南疆军区、北疆军区、东疆军区这3个军区。东疆军区管辖哈密地区、吐鲁番地区、昌吉回族自治州、乌鲁木齐市，军区机关驻哈密市。1985年6月，中国人民解放军开始“百万大裁军” 。根据中央军委命令，乌鲁术齐军区于1985年8月30日撤销，乌鲁术齐军区机关缩编组建成新疆军区，执行兵团级权限，归属兰州军区建制，同时南疆军区、北疆军区、东疆军区均被撤销，下属各军分区及野战部队转隶新疆军区直辖。
2003年12月起，新疆军区乌鲁木齐军分区开始按照警备区体制编制履职，并成立乌鲁木齐警备区党委，中共新疆维吾尔自治区党委常委、中共乌鲁木齐市委书记杨刚被兰州军区任命为乌鲁木齐警备区党委第一书记。2004年10月28日，乌鲁木齐警备区揭牌成立。乌鲁木齐警备区（正师级）是根据中央军委部队体制编制调整改革方案以及兰州军区编制命令，在原新疆军区乌鲁木齐军分区（副师级）的基础上组建。乌鲁木齐警备区的主要职责是保证部队稳定和提高战斗力，落实民兵预备役工作，领导下属武装部的征兵、预备役登记、军烈属优抚工作，并且负责地区警备勤务等等。乌鲁木齐警备区首任司令员为孟繁明大校，首任政委为李孟荣大校。
2009年乌鲁木齐七五事件中，乌鲁木齐警备区机关第一时间接受各族群众避难，掩护群众撤离。

## 历任领导

### 迪化军区领导
| 迪化军区司令员（附第六军军长） 1. 罗元发（1949年2月—1951年12月，第六军军长，1950年1月起兼迪化军区司令员） 2. 程悦长（1952年4月—1953年3月，第六军军长） | 迪化军区政治委员（附第六军政治委员） 1. 徐立清（1949年2月—6月，第六军政治委员） 2. 张贤约（1949年6月—1951年12月，第六军政治委员，1950年1月起兼迪化军区政治委员） 3. 张世功（1952年4月—1953年2月，第六军政治委员） |

| 迪化军区副司令员（附第六军副司令员） - 张贤约（1949年2月—6月，第六军副司令员） - 玉苏甫汗·孔拜（1950年1月—1952年3月，迪化军区副司令员） | 迪化军区副政治委员（附第六军副政治委员） - 饶正锡（1949年10月—1950年，第六军副政治委员兼政治部主任，1950年1月至12月兼迪化军区副政治委员） |

| 迪化军区参谋长（附第六军参谋长） 1. 唐子奇（1949年2月—1950年，第六军参谋长） 2. 陈海涵（1950年5月—1952年4月，第六军参谋长，1950年1月至1952年3月兼迪化军区参谋长） | 迪化军区政治部主任（附第六军政治部主任） 1. 黄振棠（1949年—1949年9月，第六军政治部主任） 2. 饶正锡（1949年10月—1950年，第六军副政治委员兼第六军政治部主任） 3. 魏志明（1950年1月—1952年3月，迪化军区政治部主任） 4. 杨贯之（1952年4月—11月，迪化军区政治部主任） |

### 迪化警备区至乌鲁木齐警备区领导
| 迪化警备区司令员 - 程悦长（1951年—1952年，第六军第17师师长兼政治委员兼） 迪化军分区、乌鲁木齐军分区司令员 乌鲁木齐警备区司令员 …… - 王志廉（？—？，东疆军区副司令员兼） | 迪化警备区政治委员 - 程悦长（1951年—1952年，第六军第17师师长兼政治委员兼） 迪化军分区、乌鲁木齐军分区政治委员 …… - 刘富良（1961年—？） 乌鲁木齐警备区政治委员 - 陈明友（1970年5月—？，新疆军区副参谋长兼） |

### 东疆军区领导
| 东疆军区司令员 1. 龚兴业（1978年5月—1979年1月） 2. 路克杰（1979年1月—1983年5月） 3. 段长金（1983年5月—1985年10月） | 东疆军区政治委员 1. 路克杰（1978年5月—1979年1月） 2. 王青羊（1979年1月—1982年4月） 3. 张明儒（1983年5月—1985年7月） |

| 副司令员 - 王志廉（1978年6月—1983年10月） - 刘致中（1978年6月—1983年9月） - 孟魁武（1978年6月—1981年9月；1981年12月—1983年9月） - 阿不都拉也夫·木扎帕尔（1978年6月—1985年10月） - 孙步堂（1981年2月—1983年9月） - 吴风柱（1983年5月—1985年10月） - 郭 滨（1983年5月—1985年10月） | 副政治委员 - 黄 瑜（1978年6月—1981年2月） - 黄长生（1979年1月—1983年9月） - 阎泽民（1981年2月—1983年5月） - 王文才（1981年2月—1983年5月） - 吕春禾（1983年5月—1985年10月） |

| 参谋长 1. 孟魁武（1978年6月—1981年9月，副司令员兼） 2. 刘登峰（1981年9月—1985年10月） | 政治部主任 1. 黄 瑜（1978年6月—1979年1月，副政治委员兼） 2. 黄长生（1979年1月—4月，副政治委员兼） 3. 王文才（1979年4月—1981年2月） 4. 樊树德（1981年2月—1983年10月） 5. 魏锡铭（1983年10月—1985年10月） |

顾问
- 贺头元（1979年2月—1981年2月）[5]
- 刘恒臣（1980年4月—1983年9月）[5]
- 黄　瑜（1981年2月—1983年9月）[5]
- 孙绍荣（1981年2月—1982年5月）[5]
- 薛旭光（1981年9月—1983年9月）[5]
- 李光明（1981年9月—1983年9月）[5]
- 刘致中（1983年9月—1985年10月）[5]
- 孟魁武（1983年9月—1985年10月）[5]
- 樊树德（1983年10月—1985年10月）[5]

### 乌鲁木齐军分区领导
| 乌鲁木齐军分区司令员 …… - 刘丙寅大校（？—1998年3月） - 高雷大校（1998年3月—2003年12月） 乌鲁木齐军分区副司令员 …… - 赛迈提·亚齐大校（？—1998年） - 买买提·艾力大校（？—2003年） - 李建喜大校（？—2000年） | 乌鲁木齐军分区政治委员 …… - 王维成大校（？—1998年3月） - 崔克荣大校（1998年3月—1998年） 乌鲁木齐军分区副政治委员 …… - 郭焕然大校（2000年—2003年） |

| 乌鲁木齐军分区参谋长 …… - 李建喜大校（？—2000年，副司令员兼） 乌鲁木齐军分区副参谋长 …… - 李伯军上校（1998年—2000年） - 洪吉荣上校（2000年—2003年） | 乌鲁木齐军分区政治部主任 …… - 任开甲大校（？—1998年） 乌鲁木齐军分区政治部副主任 …… - 武玉胜上校（2000年—2003年） |

乌鲁木齐军分区后勤部部长
……
- 王选乾上校（？—2000年）[9][10][12][13]
- 秦云峰中校（2000年—2003年）[14][15]

### 乌鲁木齐警备区领导
| 乌鲁木齐警备区司令员 - 孟繁明大校（2003年12月—2009年） - 罗亚江大校（2009年—2014年） - 李贵友大校（2014年—） 乌鲁木齐警备区副司令员 - 连江宁大校（2003年—2009年） - 买合苏提·尼牙孜大校（2003年—2012年8月） - 宋福宝大校（2007年—2009年） - 艾尼瓦尔大校（2012年8月—2013年2月） - 依明托乎提·阿吾东大校（2013年3月—？） | 乌鲁木齐警备区政治委员 - 李孟荣大校（2003年12月—2006年9月） - 穆海利大校（2006年9月—2015年） - 刘晋江大校（2015年—） 乌鲁木齐警备区副政治委员 - 郭焕然大校（2003年—2004年） - 张启民大校（2007年—2009年） |

| 乌鲁木齐警备区参谋长 - 高龙福大校（2003年—2004年） - 葛百忍大校（2004年—2013年8月） - 王岱大校（2013年9月—） 乌鲁木齐警备区副参谋长 - 洪吉荣（2003年—2004年） - 陈健勇（2004年—？） - 杨文俊（2004年—？） | 乌鲁木齐警备区政治部主任 - 刘荣东大校（2003年—2012年11月） - 陈田杰大校（2012年12月—2015年） - 马强大校（2015年—） 乌鲁木齐警备区政治部副主任 - 武玉胜（2003年—2004年） - 周志刚（2004年—？） |

乌鲁木齐警备区后勤部部长
- 秦云峰（2003年—2007年）[16][17][26]
- 邱继东（2007年—2010年）[18][19][24]
- 袁守国（2010年—？）[30][21][22][23]